# Cap Misène

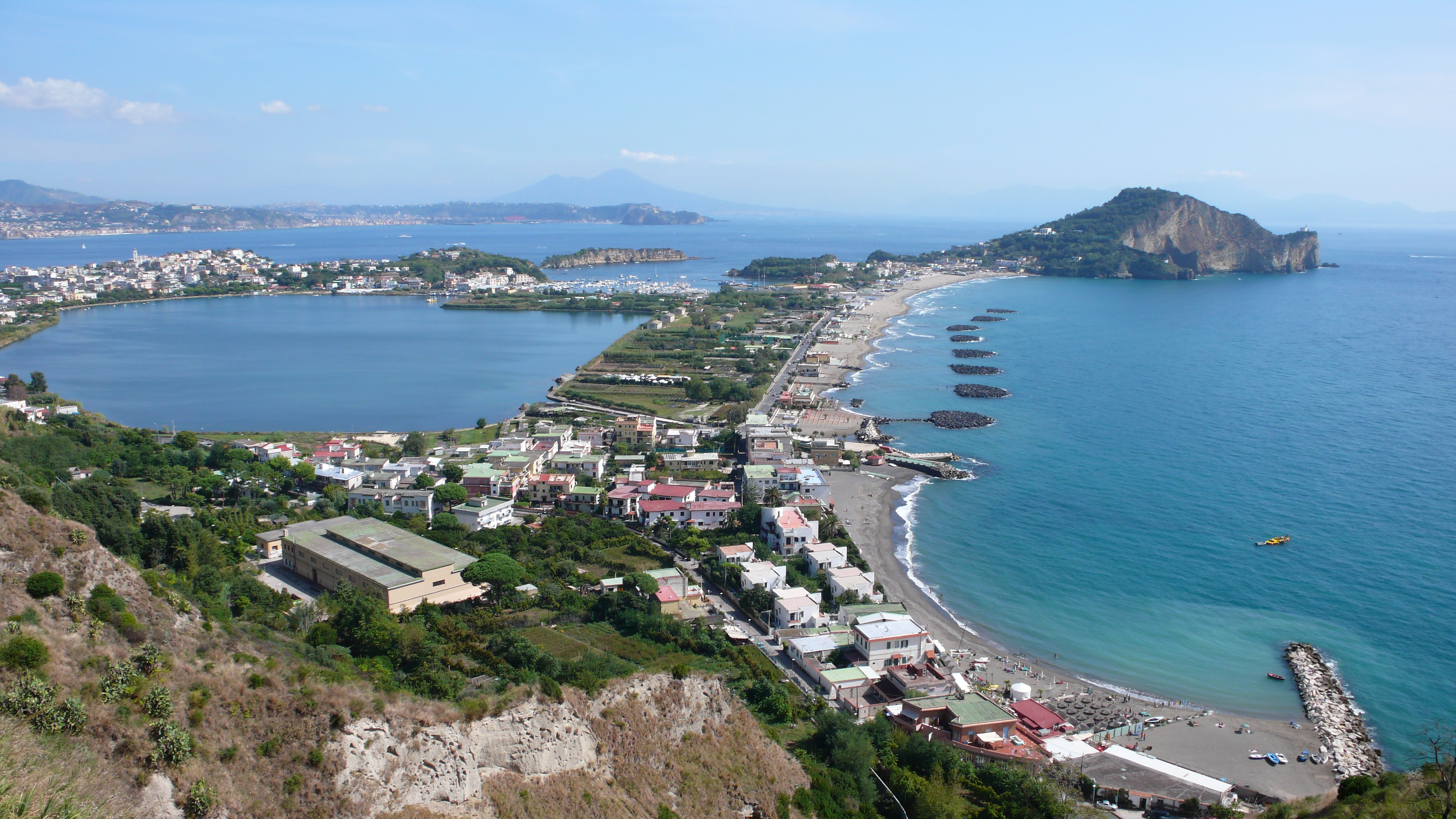
Cap Misène

Le cap Misène est un cap italien s'avançant sur la baie de Naples, en mer Tyrrhénienne. Il délimite le sud-ouest du golfe de Baïa, qui fait partie de cette baie.

## Géographie
Le cap se trouve juste en face de l'île de Procida et doit son nom à lantique Misène (Misenum) , un personnage de l'Énéide de Virgile.
Le Cap Misène est le point extrême de la péninsule phlégréenne.

## Histoire
Historiquement, le cap était important pour les Romains car il constituait un abri naturel pour le passage vers le port intérieur de Portus Julius, le port d'attache temporaire de la flotte impériale romaine occidentale à partir de 33 av. J.-C.. Il devint encore plus important lorsque Misène devint le nouveau port d'attache de la flotte, où elle resta.

## Galerie

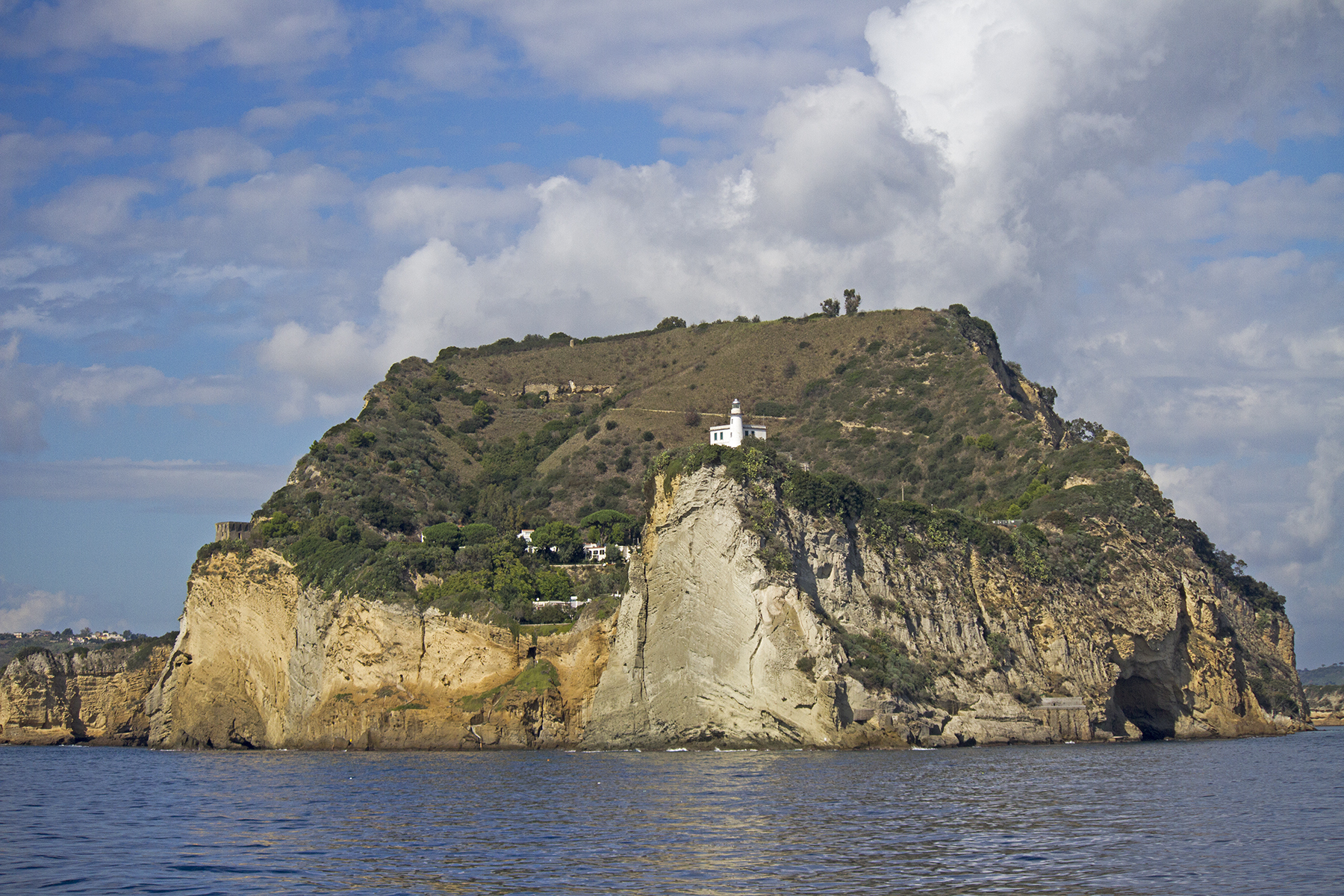
Le cap Misène et le phare
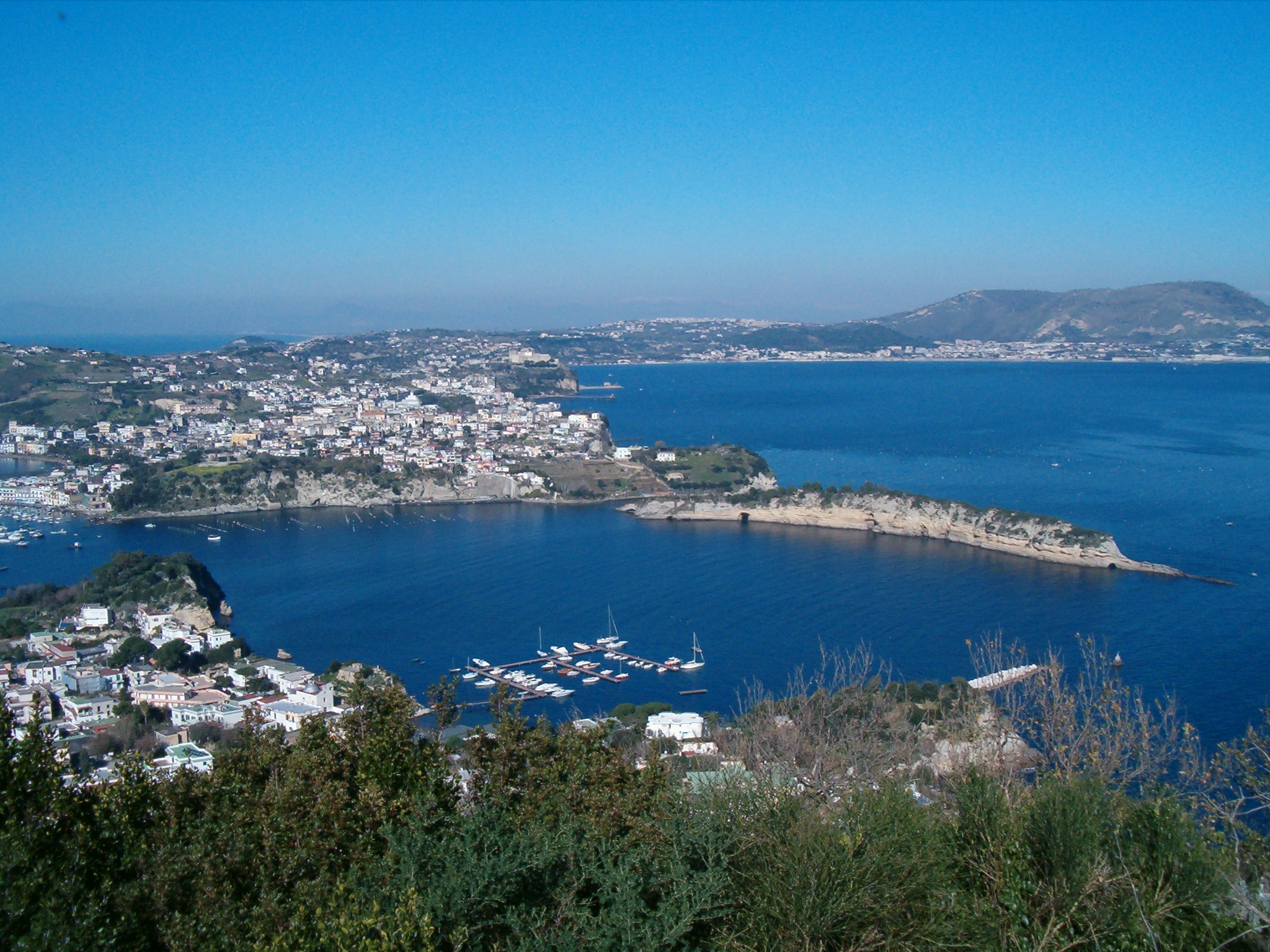
Le port de Misène